# Sebastian Wille

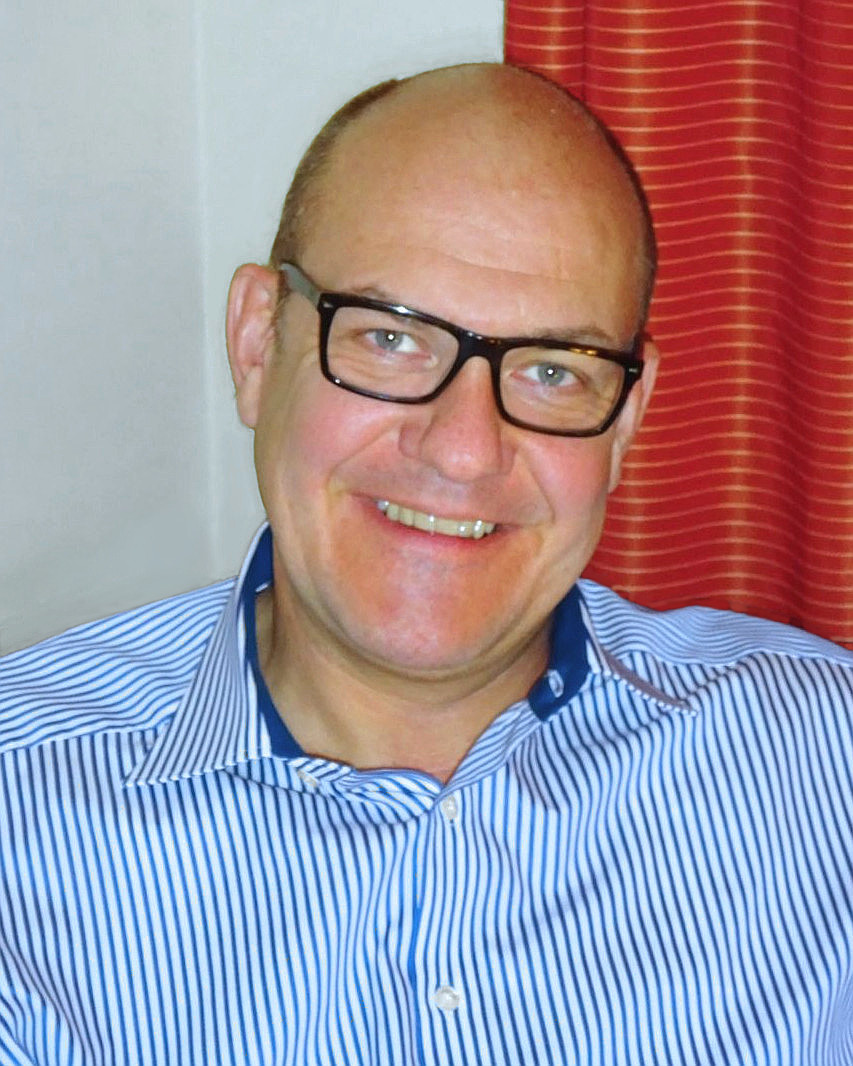
Sebastian Wille

Sebastian Wille (* 11. September 1966 in Kiel) ist ein deutscher Urologe. Zu seinen wissenschaftlichen Schwerpunkten zählen die rekonstruktive Urologie und die urologischen Funktionsstörungen des unteren Harntraktes, einschließlich der weiblichen und männlichen Harninkontinenz.

## Leben
Sebastian Wille studierte zunächst Volkswirtschaftslehre an der Christian-Albrechts-Universität zu Kiel, bevor er das Studium der Humanmedizin an der Philipps-Universität Marburg sowie an der Ludwig-Maximilians-Universität München aufnahm. Nach seiner Promotion 1995 folgte die Facharztausbildung zum Urologen in München, Bern und Marburg. 2004 begann Wille seine Tätigkeit als Oberarzt am Universitätsklinikum Köln, wo er sich 2007 über das Thema Harninkontinenz nach radikaler Prostatektomie habilitierte. Seit 2013 ist Wille neben seiner Tätigkeit als leitender Oberarzt außerdem Koordinator des Kontinenz- und Beckenbodenzentrums der Uniklinik Köln. 2014 wurde Wille zum außerplanmäßigen Professor ernannt. 2015 wechselte als Leiter des Bereichs Urologie an die Privatklinik „Beta Klinik GmbH“ nach Bonn.

## Wissenschaftlicher Beitrag
Willes wissenschaftliche Ausrichtung zeigte sich bereits in seinem Promotionsthema Fluoreszenz-in-situ-Hybridisierung am Paraffinschnitt als diagnostisches Hilfsmittel bei archivierten Fällen mit fraglicher Trisomie 18. Im Rahmen seiner Facharztausbildung galt sein besonderes Interesse den Funktionsstörungen des unteren Harntraktes, insbesondere der Harninkontinenz nach radikaler Tumorchirurgie der Prostata. Während seines Aufenthaltes in Bern forschte Wille in Zusammenarbeit mit Urs E. Studer über das Non-Milking der Harnröhre nach Prostatachirurgie. Während seiner Assistentenzeit in Marburg untersuchte er in Kooperation mit Axel Heidenreich in einer randomisierten Studie die therapeutischen Vorteile von Biofeedback- und Reizstromtherapie nach Prostatektomie. Es folgten weitere Arbeiten über Modifikationen der Operationstechnik der Prostatektomie und Identifikation von Risikoprofilen im Hinblick auf die Entwicklung einer Harninkontinenz. In seiner Habilitationsschrift beschrieb er erstmals den Zusammenhang von erektiler Dysfunktion und postoperativer Harninkontinenz nach radikaler Tumorchirurgie der Prostata und entwickelte ein Prognosemodell zur Inkontinenz nach Prostatektomie. Wille publizierte auch über die postoperativen Veränderungen der Miktion nach Operation der gutartigen Prostatavergrößerung (BPH) mittels Laserchirurgie. Sein wissenschaftliches Interesse an der verbesserten Diagnostik von Patienten mit einer überaktiven Blase gipfelte in der Erfindung einer Messkapsel zur katheterlosen Langzeit-Urodynamik (Wille Kapsel). Für die mehrfach patentierte Erfindung wurde Wille mit dem ersten Vortragspreis der Deutschen Urologie ausgezeichnet. Neben der Forschungstätigkeit leistet Wille auch Beiträge zur wissenschaftlichen Forschung als Gutachter für urologische Fachzeitschriften, als Organisator von nationalen und internationalen Kongressen und als Mitglied des Advisory Boards für internationale Firmen.

## Mitgliedschaften in wissenschaftlichen Vereinigungen
Wille ist Mitglied in den folgenden nationalen und internationalen urologischen Fach-Gesellschaften: Nordrheinwestfälische Gesellschaft für Urologie (NRWGU), Deutsche Gesellschaft für Urologie (DGU), Deutsche Kontinenz Gesellschaft (DKG), European Association of Urology (EAU) sowie International Continence Society (ICS).

## Ehrungen und Auszeichnungen
Wille wurde mehrmals von nationalen und internationalen wissenschaftlichen Vereinigungen mit dem „best poster price“ ausgezeichnet: American Urological Association (AUA) (2001), NRW-Gesellschaft für Urologie e. V. (2005) sowie EAU Best Poster Price European Association of Urology (EAU) (2005) sowie MEDICA (2013). 2013 erhielt er außerdem den ersten Vortragspreis der Deutschen Gesellschaft für Urologie.

## Publikationen
Wille ist Autor und Co-Autor von mehr als 120 wissenschaftlichen Arbeiten und Buchbeiträgen:
- Liste der Publikationen auf PubMed